# Novo Brdo (kommun)
Novo Brdo (albanska: Artanë, serbiska: Opština Novo Brdo, albanska: Komuna e Novobërdës, serbiska: Општина Ново Брдо, Ново Брдо, albanska: Novobërdë, Komuna e Artanës, Novobërdës) är en kommun i Kosovo. Den ligger i den östra delen av landet, 22 km sydost om huvudstaden Priština. Antalet invånare är 6 720.